# 中視十年紀念
《中視十年紀念》是中國電視公司（中視）為了慶祝開播十週年而發行的黑膠唱片，發行日期為1979年10月31日（亦即中視開播十週年當日），封套側邊標示的唱片名稱為《中國電視公司開播十年紀念》，是現存最完整的中視整體（而非單一節目）錄音資料，也是唯一收錄中視開播曲〈美好的今天〉完整版的錄音資料。

## 提要

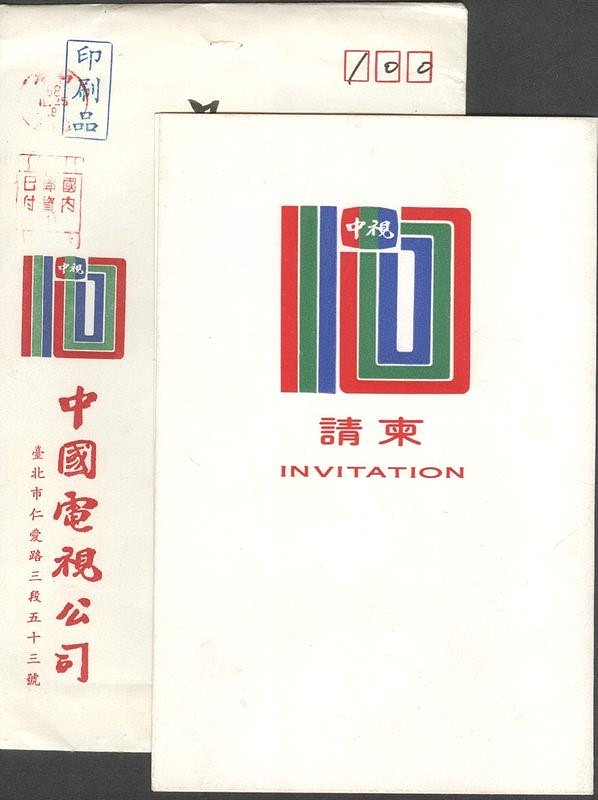
中視開播十週年紀念茶會請柬及其信封

《中視十年紀念》製作過程經歷選曲、編曲、中視大樂隊演奏與歌星配唱。選曲時，從千百首歌曲中選出五十多首歌曲，經過多次斟酌之後選出12首歌曲，中視大樂隊團長林家慶將這12首歌曲重新編曲。錄製樂隊演奏時，林家慶擔任錄音室外指揮，中視大樂隊副團長蔡敏輝擔任錄音室內指揮。為了強化錄製樂隊演奏時的效果，另加弦樂手15人加入演奏。歌星配唱之前，林家慶要求歌星們在唱歌時充分表達所唱歌曲的內涵。練唱每一首歌曲時，中視邀請該曲原作曲者蒞臨指導，務求發揮原作的精神；企劃組余秉中、出版部李昌州、音效指導（封套背面標示為「錄音指導」）黃孝石等人自始至終監督在側。
《中視十年紀念》限量發行三千張，不對外發售。《中國電視周刊》新舊訂戶只要訂閱一年（52期），附加掛號郵寄《中視十年紀念》所需之費用新台幣25元，即可獲贈《中視十年紀念》；舊訂戶提前續訂一年，亦同。當時《中國電視周刊》每本零售價為新台幣15元，訂閱一年價格為新台幣480元。

## 曲目
曲目列表
《中視十年紀念》共有兩面，每單面收錄6首國語歌曲，總計收錄12首國語歌曲：
|       | 曲目 | 歌名         | 附註                       | 作詞   | 作曲   | 主唱 |
| ----- | ---- | ------------ | -------------------------- | ------ | ------ | --- |
| 第 一 | 1    | 美好的今天   | 中視開播曲                 | 劉家昌 | 劉家昌 | 蕭孋珠 |
| 第 一 | 2    | 晶晶         | 連續劇《晶晶》主題曲       | 文奎   | 古月   | 李靜美 |
| 第 一 | 3    | 春雷         | 連續劇《春雷》主題曲       | 翁炳榮 | 古月   | 甄秀珍 |
| 第 一 | 4    | 長白山上     | 連續劇《長白山上》主題曲   | 王善為 | 李中和 | 費玉青 |
| 第 一 | 5    | 母親         | 連續劇《母親》主題曲       | 蔣子安 | 盈盈   | 池秋美、劉藍溪                                                                                               |
| 第 一 | 6    | 萬古流芳     | 連續劇《萬古流芳》主題曲   | 莊奴   | 林家慶 | 蕭孋珠 |
| 第 二 | 1    | 彩虹的夢     | 綜藝節目《一道彩虹》主題曲 | 莊奴   | 欣逸   | 鳳飛飛 |
| 第 二 | 2    | 祝你幸福     |                            | 林煌坤 | 林家慶 | 鳳飛飛 |
| 第 二 | 3    | 楓林小橋     | 連續劇《迷情》插曲         | 之華   | 林家慶 | 江音 |
| 第 二 | 4    | 心中有一首歌 |                            | 高信疆 | 馬水龍 | 蔡淑娟 |
| 第 二 | 5    | 梅花         |                            | 劉家昌 | 劉家昌 | 王培倫、江玉琴、吳思穎、周小真、周玉、周麟、林海茵、陳凱莉、劉伶倫、鄭心儀、蕭惠、叢芮莉、龔蓮華（按筆劃序） |
| 第 二 | 6    | 晚安曲       | 中視收播曲                 | 劉家昌 | 劉家昌 | 費玉青 |

各曲相關記事
- 《中視十年紀念》錄製時，〈晶晶〉原唱者鄧麗君已離開中視，所以改為李靜美主唱〈晶晶〉。[14]當時鄧麗君已是臺灣電視公司（台視）簽約歌星，礙於老三台之間「三台默契」，鄧麗君不能重返中視唱〈晶晶〉。
- 〈彩虹的夢〉作曲者欣逸，是歌林公司音樂出版部製作組職員蔡信義的筆名。[15]
- 〈楓林小橋〉作詞者之華，是蕭之華的筆名。2010年7月7日，蕭之華在udn網路城邦撰文表示，本曲原唱者為江蕾，作詞者「多錯置為林煌坤或元榮」，歌詞中「秋風蕭蕭」多被誤植為「秋風瀟瀟」，「妳從橋上過」多被誤植為「你從橋上過」，「漫天楓葉裡」多被誤植為「滿天楓葉裡」或「滿山楓葉裡」，「除了楓葉、小橋」多被誤植為「除了楓林、小橋」；該文所附本曲歌詞全文，是蕭之華親自校核的正確版本。[16]

## 工作人員
《中視十年紀念》封套背面標示的工作人員名單如下：

監製：梅長齡

策劃：王世正、董舜、余秉中、李昌州

編曲、指揮：林家慶

錄音指導：黃孝石

伴奏：中視大樂隊

封套設計：唐瑋明、楊紀迪

攝影：張潭禮

中國電視公司出版部　謹製

中國電視公司敬贈

《中視十年紀念》歌詞本封底標示的工作人員名單如下：

承

海山、歌林、新黎明唱片公司協助

謹此致謝

錄音：徐崇憲

承製：聲美企業公司